# Philonotis pilifera
Philonotis pilifera là một loài rêu trong họ Bartramiaceae. Loài này được Dixon ex E.B. Bartram mô tả khoa học đầu tiên năm 1948.